# Reneta Indžovová
Reneta Ivanovová Indžovová (bulharsky: Ренета Иванова Инджова; * 6. července 1953 Nova Zagora) je bulharská politička a manažerka. V období od října 1994 do ledna 1995 byla bulharskou premiérkou, jakožto první žena v tomto úřadu.

## Životopis
Reneta Indžovová se narodila 6. července 1953 v Nové Zagoře. Studovala na univerzitě, získala titul Ph.D. a stala se profesorkou politické ekonomie. Provdala se a měla dítě, ale později se rozvedla. Pracovala jako finanční expertka liberálně-konzervativní Demokratické unie (UDF) a byla vedoucí Bulharské privatizační agentury (1992–1994).

### Premiérka Bulharska
Indžovová byla jmenována prezidentem Želevem, bývalým vůdcem UDF, do čela prozatímní vlády po pádu kabinetu Ljubena Berova. Během svého krátkého působení ve funkci získala určitou popularitu díky svému úsilí v boji proti organizovanému zločinu.

### Další kariéra
V roce 1995 Indžovová kandidovala na starostku Sofie jako nezávislá kandidátka, skončila třetí. V roce 2001 se zúčastnila prezidentských voleb, ale nezískala žádnou významnou podporu.
V roce 2014 jako vedoucí Národního statistického institutu Bulharska obvinila své dva přímé podřízené z vyvíjení nepřiměřeného politického tlaku v instituci.